# 113 (getal)
113 is het natuurlijke getal volgend op 112 en voorafgaand aan 114.

## In de wiskunde
- 113 is het dertigste priemgetal.
- 113 is een viervoud plus 1, zodat dit priemgetal volgens de stelling van Fermat over de som van twee kwadraten kan worden geschreven als de som van twee kwadraten: {\displaystyle (7^{2}+8^{2})}.

## Overig
Honderdendertien is ook:
- het jaar 113 v.Chr. of het jaar 113.
- het scheikundig element met atoomnummer 113 is nihonium (Nh).
- in Italië is dit een alarmnummer.
- 113 Zelfmoordpreventie is een Nederlands platform dat zich richt op preventie van suïcide/zelfmoord/eigen levensbeëindiging.[1]
- een waarde uit de E-reeksen E96 en E192.
- 113, een Frans raptrio uit Vitry-sur-Seine, bij Parijs.
- Spoorlijn 113, een Belgische spoorlijn van Manage tot Piéton (gesloten in 1987).
- Resolutie 113 Veiligheidsraad Verenigde Naties, een wapenstilstandakkoord tussen Israël en de Arabische buurlanden (1956).
- NGC 113, een elliptisch sterrenstelsel in het sterrenbeeld walvis.
- U 113, Duitse onderzeeboot van de Kaiserlische Deutsche Marine en Kriegsmarine.